# 昭和時代の日本の勅令一覧
昭和時代の日本の勅令の一覧（しょうわじだいのにほんのちょくれいいちらん）では、大日本帝国憲法下の日本のうち、昭和年間（1947年5月2日まで）における勅令の一覧を掲載する。（）内は各年の勅令番号。

## 昭和2年
- 休日ニ関スル件(昭和2年勅令第25号)：国民の祝日に関する法律により廃止
- 北海道国有未開地処分法施行規則（昭和2年勅令第263号）- 北海道国有未開地処分法施行規則 - e-Gov法令検索
- 関東州ニ於ケル航空ニ関スル件(昭和2年勅令第267号)

## 昭和3年
- 治安維持法中改正ノ件(昭和3年勅令第129号)
- 大礼記念章制定ノ件（昭和3年勅令第188号）- 大礼記念章制定ノ件 - e-Gov法令検索

## 昭和4年
- 関東州及南満洲鉄道附属地並ニ南洋群島ニ於ケル資源調査ニ関スル件（昭和4年勅令第328号）
- 神社制度調査会官制（昭和4年勅令第347号）

## 昭和5年
- 高等師範学校専攻科卒業者ノ称号ニ関スル件（昭和5年勅令第36号）- 高等師範学校専攻科卒業者ノ称号ニ関スル件 - e-Gov法令検索
- 帝都復興記念章令（昭和5年勅令第148号）- 帝都復興記念章令 - e-Gov法令検索

## 昭和6年
- 関東州及南満洲鉄道附属地並ニ南洋群島ニ於ケル入営者職業保障ニ関スル件(昭和6年勅令第263号)
- 朝鮮、台湾、関東州及満洲国ニ於ケル学位授与ニ関スル件(昭和6年勅令第268号)

## 昭和7年
- 旅順高等公学校官制(昭和7年勅令第55号)
- 在満官吏ニシテ満洲派遣特命全権大使ノ随員ヲ命ゼラレタル者ヲ定員外ト為ス等ノ件(昭和7年勅令第228号)

## 昭和8年
- 南洋群島ニ於ケル司法警察官ノ職務代行ニ関スル件(昭和8年勅令第10号)
- 南洋庁実業学校官制(昭和8年勅令第40号)
- 南洋群島ニ於ケル行政執行ニ関スル件(昭和8年勅令第51号)
- 満洲事件ニ因リ損害ヲ被リタル者ノ救恤ニ関スル件(昭和8年勅令第143号)
- 関東州ニ於ケル司法警察官ノ職務代行ニ関スル件(昭和8年勅令第151号)
- 関東州及南満洲鉄道附属地電気通信令(昭和8年勅令第197号)
- 関東州外国為替管理令(昭和8年勅令第241号)：(関東州及南満洲鉄道附属地外国為替管理令から改題)
- 南洋群島土地調査令(昭和8年勅令第263号)
- 南洋庁土地審査委員会令(昭和8年勅令第264号)

## 昭和9年
- 南洋群島ニ於ケル貿易調節及通商擁護ニ関シ昭和九年法律第四十五号ニ依ルノ件(昭和9年勅令第119号)
- 対満事務局官制(昭和9年勅令第347号)：大東亜省官制により廃止
- 関東局官制(昭和9年勅令第348号)
- 対満事務局及関東局ノ職員ノ特別任用等ニ関スル件(昭和9年勅令第378号)
- 現役ニ在ル陸軍武官ニシテ対満事務局又ハ関東局ノ職員ニ専任又ハ専補セラレタル者ノ分限等ニ関スル件(昭和9年勅令第387号)

## 昭和10年
- 大連工業学校官制(昭和10年勅令第34号)
- 関東州及南満洲鉄道附属地ニ於ケル青年学校ニ関スル件(昭和10年勅令第91号)

## 昭和11年
- 一定ノ地域ニ戒厳令中必要ノ規定ヲ適用スルノ件(昭和11年勅令第18号)
- 昭和十一年勅令第十八号ノ施行ニ関スル件(昭和11年勅令第19号)
- 戒厳司令部令(昭和11年勅令第20号)
- 東京陸軍軍法会議ニ関スル件(昭和11年勅令第21号)
- 関東師範学校官制(昭和11年勅令第73号)
- 昭和十一年勅令第十八号一定ノ地域ニ戒厳令中必要ノ規定ヲ適用スルノ件廃止ノ件(昭和11年勅令第189号)
- 昭和十一年勅令第十九号昭和十一年勅令第十八号(一定ノ地域ニ戒厳令中必要ノ規定ヲ適用スルノ件)ノ施行ニ関スル件廃止ノ件(昭和11年勅令第190号)
- 戒厳司令部令廃止ノ件(昭和11年勅令第191号)
- 南洋拓殖株式会社令(昭和11年勅令第228号)
- 南洋群島官有財産評価委員会官制(昭和11年勅令第229号)
- 関東州及南満洲鉄道附属地不穏文書臨時取締令(昭和11年勅令第261号)
- 南洋庁熱帯産業研究所官制(昭和11年勅令第330号)
- 関東州等ニ於ケル横浜正金銀行券発行禁止等ニ関スル件(昭和11年勅令第335号)
- 方面委員令(昭和11年勅令第398号)

## 昭和12年
- 南洋庁事務官ノ特別任用ニ関スル件(昭和12年勅令第5号)
- 関東州商工会議所令(昭和12年勅令第33号)
- 関東州国有財産令(昭和12年勅令第48号)
- 大連聾唖学校官制(昭和12年勅令第96号)
- 南洋群島国有財産令(昭和12年勅令第101号)
- 南洋群島ニ於ケル傷病兵其ノ家族若ハ遺族又ハ下士官兵ノ家族若ハ遺族ノ扶助ニ関シ軍事扶助法ニ依ルノ件(昭和12年勅令第277号)
- 関東州及南満洲鉄道附属地銀行令(昭和12年勅令第294号)
- 関東州農会令(昭和12年勅令第432号)
- 南洋群島ニ於ケル輸出入品等ニ関スル臨時措置ニ関スル件(昭和12年勅令第516号)
- 支那事変ノ為従軍シタル軍人及軍属ニ対スル関東州及南満洲鉄道附属地ニ於ケル租税ノ減免、徴収猶予等ニ関スル件(昭和12年勅令第572号)
- 関東州及南満洲鉄道附属地ニ於テ依ルコトヲ定メタル軍需工業動員法ノ適用ニ関スル件(昭和12年勅令第604号)
- 関東州臨時資金調整令(昭和12年勅令第651号)
- 南洋群島臨時資金調整令(昭和12年勅令第653号)
- 満洲国駐箚特命全権大使ノ神社及教育ノ行政事務ノ管理ニ関スル件(昭和12年勅令第680号)
- 在満洲国大使館ニ教務事務官等ヲ置クノ件(昭和12年勅令第681号)
- 満洲国ニ委託スル通信業務及其ノ附帯業務ニ関スル件(昭和12年勅令第683号)
- 満洲国大使館視学官特別任用令(昭和12年勅令第690号)
- 満洲国大使館教務事務官及視学官ノ特別任用ニ関スル件(昭和12年勅令第691号)
- 在満学校組合令(昭和12年勅令第695号)
- 在満学校組合又ハ在満学校組合連合会ノ主事ノ特別任用等ニ関スル件(昭和12年勅令第709号)
- 南洋群島ニ於ケル貿易及関係産業ノ調整ニ関スル件(昭和12年勅令第722号)
- 関東州ニ於ケル輸出入品等ニ関スル臨時措置ニ関スル件(昭和12年勅令第727号)
- 関東州防空令(昭和12年勅令第728号)
- 関東州防空委員会令(昭和12年勅令第729号)

## 昭和13年
- 北支那開発株式会社法(昭和13年勅令第81号)
- 中支那振興株式会社法(昭和13年勅令第82号)
- 関東州州計画令(昭和13年勅令第92号)
- 関東救療所官制(昭和13年勅令第187号)
- 南洋群島地方費令(昭和13年勅令第224号)
- 関東州地租令(昭和13年勅令第252号)
- 関東州家屋調査令(昭和13年勅令第289号)
- 南洋群島ニ於ケル国家総動員ニ関スル件(昭和13年勅令第317号)
- 南洋庁気象台官制(昭和13年勅令第504号)
- 関東気象台官制(昭和13年勅令第705号)
- 関東州思想犯保護観察令(昭和13年勅令第793号)
- 関東保護観察審査会官制(昭和13年勅令第794号)
- 支那事変ノ為従軍シタル軍人及軍属ニ対スル南洋群島ニ於ケル租税ノ減免、徴収猶予等ニ関スル件(昭和13年勅令第639号)

## 昭和14年
- 南洋庁高等女学校官制(昭和14年勅令第87号)
- 関東青年学校官制(昭和14年勅令第239号)
- 関東州国勢調査令(昭和14年勅令第310号)
- 関東州国家総動員令(昭和14年勅令第609号)
- 関東州学校卒業者使用制限令(昭和14年勅令第646号)
- 支那ニ於テ主トシテ教育ニ関スル事務ニ従事スル領事官及外務書記生ノ特別任用ニ関スル件(昭和14年勅令第683号)
- 満洲国ノ武官タル帝国臣民ノ陸軍武官補充ニ関スル件(昭和14年勅令第788号)
- 南洋群島ニ於ケル航空ニ関スル件(昭和14年勅令第896号)

## 昭和15年
- 満洲国ノ学校ニ陸軍現役将校ヲ派遣スルノ件(昭和15年勅令第57号)
- 旅順高等学校官制(昭和15年勅令第123号)
- 関東局ニ在満教務部ヲ設置スル等ノ件(昭和15年勅令第268号)
- 関東州総動員補償委員会規程(昭和15年勅令第661号)

## 昭和16年
- 南洋群島ニ於ケル外国為替管理ニ関スル件(昭和16年勅令第10号)
- 国民学校令（勅令第148号）
- 南洋庁国民学校官制(昭和16年勅令第284号)
- 在満師範学校官制(昭和16年勅令第316号)
- 金州農業学校官制(昭和16年勅令第317号)
- 大連商業高等学校官制(昭和16年勅令第366号)
- 関東州及南洋群島ニ於ケル統計資料実地調査ニ関スル件(昭和16年勅令第379号)
- 関東州及南洋群島船舶保護令(昭和16年勅令第458号)
- 関東州軍人軍属等犯罪即決令(昭和16年勅令第533号)
- 関東州治安維持令(昭和16年勅令第555号)
- 関東州国防保安令(昭和16年勅令第673号)
- 中華民国ニ於ケル麻薬等取締令(昭和16年勅令第815号)
- 旅順工科大学ノ学部等ノ在学年限又ハ修業年限ノ臨時短縮ニ関スル件(昭和16年勅令第925号)
- 大正十二年勅令第三百九号獣疫調査所ニ臨時職員増置ノ件及昭和十二年勅令第六百六十七号（大正十二年勅令第三百九号ノ職員ニ関スル件）廃止ノ件（勅令第1044号、12月2日公布）
- 産業設備営団法施行期日ノ件（勅令第1045号、12月2日公布）
- 産業設備営団法施行令（勅令第1046号、12月2日公布）
- 台湾総督府税関官制中改正ノ件（勅令第1047号、12月3日公布）
- 肇国聖蹟調査委員会官制（勅令第1048号、12月5日公布）
- 税務署官制中改正ノ件（勅令第1049号、12月6日公布）
- 憲兵令中改正ノ件（勅令第1050号、12月6日公布）
- 南洋群島軍人軍属等犯罪即決令（勅令第1051号、12月6日公布）
- 文部部内臨時職員設置制中改正ノ件（勅令第1052号、12月6日公布）
- 保険院官制中改正ノ件（勅令第1053号、12月6日公布）
- 朝鮮総督府税務官署官制中改正ノ件（勅令第1054号、12月6日公布）
- 警視庁官制中改正ノ件（勅令第1055号、12月6日公布）
- 北海道庁官制中改正ノ件（勅令第1056号、12月6日公布）
- 地方官官制中改正ノ件（勅令第1057号、12月6日公布）
- 庁府県臨時職員等設置制中改正ノ件（勅令第1058号、12月6日公布）
- 海軍武官任用令中改正ノ件（勅令第1059号、12月6日公布）
- 海軍武官進級令中改正ノ件（勅令第1060号、12月6日公布）
- 海軍武官服役令中改正ノ件（勅令第1061号、12月6日公布）
- 労働者年金保険法ノ一部施行期日ノ件（勅令第1062号、12月6日公布）
- 労務調整令（勅令第1063号、12月6日公布）
- 資源科学研究所官制（勅令第1064号、12月8日公布）
- 高等官官等俸給令中改正ノ件（勅令第1065号、12月8日公布）
- 農林部内臨時職員等設置制中改正ノ件（勅令第1066号、12月9日公布）
- 林業試験場官制中改正ノ件（勅令第1067号、12月9日公布）
- 台湾総督府交通局鉄道医、鉄道薬剤師及鉄道医院主事ニ関スル件（勅令第1068号、12月9日公布）
- 昭和十六年法律第三十五号委員会等ノ整理等ニ関スル法律ノ一部施行期日ノ件（勅令第1069号、12月9日公布）
- 特別都市計画法施行令及大正十三年勅令第三百二号特別都市計画事業ニ伴フ建物其ノ他ノ工作物ノ移転ニ因リ支払フヘキ補償金等ヲ前金払ト為スノ件廃止ノ件（勅令第1070号、12月9日公布）
- 逓信省官制中改正ノ件（勅令第1071号、12月10日公布）
- 逓信部内臨時職員設置中改正ノ件（勅令第1072号、12月10日公布）
- 昭和十二年勅令第六百三十七号逓信医及逓信薬剤師ニ関スル件（勅令第1073号、12月10日公布）
- 貯金局官制中改正ノ件（勅令第1074号、12月10日公布）
- 電気庁官制中改正ノ件（勅令第1075号、12月10日公布）
- 航空局官制中改正ノ件（勅令第1076号、12月10日公布）
- 中央航空研究所官制中改正ノ件（勅令第1077号、12月10日公布）
- 電気試験所官制中改正ノ件（勅令第1078号、12月10日公布）
- 逓信局官制中改正ノ件（勅令第1079号、12月10日公布）
- 通信官署官制中改正ノ件（勅令第1080号、12月10日公布）
- 灯台局官制中改正ノ件（勅令第1081号、12月10日公布）
- 船員職業紹介所官制中改正ノ件（勅令第1082号、12月10日公布）
- 高等官官等俸給令中改正ノ件（勅令第1083号、12月10日公布）
- 企業許可令（勅令第1084号、12月10日公布）
- 東京帝国大学官制中改正ノ件（勅令第1085号、12月12日公布）
- 大正八年勅令第十四号東京帝国大学各学部ニ於ケル講座ニ関スル件中改正ノ件（勅令第1086号、12月12日公布）
- 伝染病研究所官制中改正ノ件（勅令第1087号、12月12日公布）
- 東京天文台官制中改正ノ件（勅令第1088号、12月12日公布）
- 九州帝国大学官制中改正ノ件（勅令第1089号、12月12日公布）
- 大正八年勅令第十七号九州帝国大学各学部ニ於ケル講座ニ関スル件中改正ノ件（勅令第1090号、12月12日公布）
- 大阪帝国大学官制中改正ノ件（勅令第1091号、12月12日公布）
- 大阪帝国大学講座令中改正ノ件（勅令第1092号、12月12日公布）
- 名古屋帝国大学官制中改正ノ件（勅令第1093号、12月12日公布）
- 名古屋帝国大学講座令中改正ノ件（勅令第1094号、12月12日公布）
- 価格形成委員会官制中改正ノ件（勅令第1095号、12月12日公布）
- 国民職業指導所官制中改正ノ件（勅令第1096号、12月12日公布）
- 海軍服制中改正ノ件（勅令第1097号、12月12日公布）
- 舞鶴軍港境域令中改正ノ件（勅令第1098号、12月12日公布）
- 南洋群島ニ於ケル戒厳及徴発ニ関スル件（勅令第1099号、12月12日公布）
- 昭和十六年法律第八十号無尽業法中改正法律ノ一部施行期日ノ件（勅令第1100号、12月12日公布）
- 大蔵省官制中改正ノ件（勅令第1101号、12月13日公布）
- 大蔵部内臨時職員設置制中改正ノ件（勅令第1102号、12月13日公布）
- 商工省官制中改正ノ件（勅令第1103号、12月13日公布）
- 昭和十四年勅令第三百八十八号臨時商工省ニ振興部ヲ設置スルノ件中改正ノ件（勅令第1104号、12月13日公布）
- 高等官官等俸給令中改正ノ件（勅令第1105号、12月13日公布）
- 大蔵省官制中改正等ニ伴フ損害保険国営再保険審査会規程中改正等ノ件（勅令第1106号、12月13日公布）
- 新聞事業令（勅令第1107号、12月13日公布）
- 諸調査会等ノ職員旅費支給規則中改正ノ件（勅令第1108号、12月13日公布）
- 株式価格統制令中改正ノ件（勅令第1109号、12月13日公布）
- 企画院官制中改正ノ件（勅令第1110号、12月15日公布）
- 企画院臨時職員等設置制中改正ノ件（勅令第1111号、12月15日公布）
- 対満事務局官制中改正ノ件（勅令第1112号、12月15日公布）
- 高等官官等俸給令中改正ノ件（勅令第1113号、12月15日公布）
- 興亜院連絡部官制中改正ノ件（勅令第1114号、12月15日公布）
- 航空部隊所属航空勤務者ノ命課及転属事務ニ関スル臨時特例ノ件（勅令第1115号、12月15日公布）
- 東北帝国大学官制中改正ノ件（勅令第1116号、12月15日公布）
- 大正八年勅令第十六号東北帝国大学各学部ニ於ケル講座ニ関スル件中改正ノ件（勅令第1117号、12月15日公布）
- 選鉱製錬研究所官制中改正ノ件（勅令第1118号、12月15日公布）
- 抗酸菌病研究所官制（勅令第1119号、12月15日公布）
- 帝国大学高等官官等俸給令中改正ノ件（勅令第1120号、12月15日公布）
- 昭和十四年勅令第六百十九号鉄道省及鉄道局ノ鉄道医及鉄道薬剤師ニ関スル件中改正ノ件（勅令第1121号、12月15日公布）
- 台湾総督府部内臨時職員設置制中改正ノ件（勅令第1122号、12月15日公布）
- 台湾総督府専売局官制中改正ノ件（勅令第1123号、12月15日公布）
- 台湾総督府専売局医ニ関スル件（勅令第1124号、12月15日公布）
- 台湾総督府林業試験所官制中改正ノ件（勅令第1125号、12月15日公布）
- 樺太庁林務署官制中改正ノ件（勅令第1126号、12月15日公布）
- 弁護士法第三条ノ試験受験資格ノ特例ニ関スル件（勅令第1127号、12月15日公布）
- 海軍予備員令中改正ノ件（勅令第1128号、12月15日公布）
- 国民徴用令中改正ノ件（勅令第1129号、12月15日公布）
- 物資統制令（勅令第1130号、12月15日公布）
- 医療関係者徴用令（勅令第1131号、12月15日公布）
- 庁府県臨時職員等設置制中改正ノ件（勅令第1132号、12月16日公布）
- 高等官官等俸給令中改正ノ件（勅令第1133号、12月16日公布）
- 昭和十六年法律第九十一号防空法中改正法律施行期日ノ件（勅令第1134号、12月16日公布）
- 防空法施行令中改正ノ件（勅令第1135号、12月16日公布）
- 防空監視隊令（勅令第1136号、12月16日公布）
- 防空従事者扶助令（勅令第1137号、12月15日公布）
- 防空法朝鮮施行令中改正ノ件（勅令第1138号、12月16日公布）
- 防空法台湾施行令中改正ノ件（勅令第1139号、12月16日公布）
- 関東州防空令中改正ノ件（勅令第1140号、12月16日公布）
- 防空法樺太施行令中改正ノ件（勅令第1141号、12月16日公布）
- 捕獲審検令中改正ノ件（勅令第1142号、12月16日公布）
- 捕獲審検所及高等捕獲審検所開設ニ関スル件（勅令第1143号、12月16日公布）
- 海務院官制（勅令第1144号、12月18日公布）
- 船舶試験所官制（勅令第1145号、12月18日公布）
- 高等商船学校官制（勅令第1146号、12月18日公布）
- 商船学校官制（勅令第1147号、12月18日公布）
- 海務局官制（勅令第1148号、12月18日公布）
- 海務院官制船舶試験所官制高等商船学校官制、商船学校官制及海務局官制施行ノ際ニ於ケル海務院船舶試験所高等商船学校、商船学校及海務局ノ職員ニ関スル件（勅令第1149号、12月18日公布）
- 高等官官等俸給令中改正ノ件（勅令第1150号、12月18日公布）
- 明治四十年勅令第二百五十二号帝国大学、文部省直轄諸学校又ハ商船学校高等官ノ官等ニ関スル件中改正ノ件（勅令第1151号、12月18日公布）
- 海務院官制等制定ニ際シ判任官俸給令其ノ他ノ勅令中改正ノ件（勅令第1152号、12月18日公布）
- 奏任文官特別任用令中改正ノ件（勅令第1153号、12月18日公布）
- 海務院及海務局ノ職員ノ特別任用等ニ関スル件（勅令第1154号、12月18日公布）
- 高等商船学校名誉教授ニ関スル件（勅令第1155号、12月18日公布）
- 現役ニ在ル海軍武官ニシテ海務院ノ長官、次長、部長又ハ海務官ニ専任セラレタル者ノ分限等ニ関スル件（勅令第1156号、12月18日公布）
- 実業学校令等ノ特例ニ関スル件（勅令第1157号、12月18日公布）
- 大蔵部内臨時職員設置制中改正ノ件（勅令第1158号、12月18日公布）
- 税関官制中改正ノ件（勅令第1159号、12月18日公布）
- 高等官官等俸給令中改正ノ件（勅令第1160号、12月18日公布）
- 文部省官制中改正ノ件（勅令第1161号、12月18日公布）
- 文部省直轄諸学校官制中改正ノ件（勅令第1162号、12月18日公布）
- 文部省直轄諸学校職員定員令中改正ノ件（勅令第1163号、12月18日公布）
- 逓信省官制中改正ノ件（勅令第1164号、12月18日公布）
- 逓信部内臨時職員設置制改正ノ件（勅令第1165号、12月18日公布）
- 逓信局官制中改正ノ件（勅令第1166号、12月18日公布）
- 海員審判所職員定員及任用令中改正ノ件（勅令第1167号、12月18日公布）
- 郵便検閲官及郵便検閲官補ノ特別任用ニ関スル件（勅令第1168号、12月18日公布）
- 現役ニ在ル陸軍武官ニシテ郵便検閲官又ハ郵便検閲官補ニ専任セラレタル者ノ分限等ニ関スル件（勅令第1169号、12月18日公布）
- 海軍予備員令中改正ノ件（勅令第1170号、12月18日公布）
- 海軍予備員候補者令中改正ノ件（勅令第1171号、12月18日公布）
- 大正十三年勅令第四百六号税関官制第一条第一項第十一号乃至第十四号又ハ同条第二項ノ事務ニ従事スル職員ノ服制ノ件改正ノ件（勅令第1172号、12月18日公布）
- 恩給法施行令中改正ノ件（勅令第1173号、12月18日公布）
- 臨時東北地方振興計画調査会官制（勅令第1174号、12月19日公布）
- 都市計画委員会官制中改正ノ件（勅令第1175号、12月19日公布）
- 台湾総督府水産試験所官制（勅令第1176号、12月19日公布）
- 言論、出版、集会、結社等臨時取締法施行期日ノ件（勅令第1177号、12月19日公布）
- 敵産管理法ヲ朝鮮、台湾及樺太ニ施行スルノ件（勅令第1178号、12月22日公布）
- 敵産管理法施行令（勅令第1179号、12月22日公布）
- 南洋群島ニ於ケル敵産ノ管理ニ関スル件（勅令第1180号、12月22日公布）
- 昭和十六年法律第九十八号戦時犯罪処罰ノ特例ニ関スル法律施行期日ノ件（勅令第1181号、12月22日公布）
- 俘虜收容所条例改正ノ件（勅令第1182号、12月23日公布）
- 航空研究所官制中改正ノ件（勅令第1183号、12月23日公布）
- 昭和十三年勅令第四百五十一号国民職業指導所ニ臨時職員増置ノ件中改正ノ件（勅令第1184号、12月23日公布）
- 朝鮮総督府地方官官制中改正ノ件（勅令第1185号、12月23日公布）
- 朝鮮総督府気象台官制中改正ノ件（勅令第1186号、12月23日公布）
- 台湾総督府官制中改正ノ件（勅令第1187号、12月23日公布）
- 高等官官等俸給令中改正ノ件（勅令第1188号、12月23日公布）
- 台湾総督府調査官ノ特別任用ニ関スル件（勅令第1189号、12月23日公布）
- 大正二年勅令第二百六十二号任用分限又ハ官等ノ初敍陞敍ノ規定ヲ適用セサル文官ニ関スル件中改正ノ件（勅令第1190号、12月23日公布）
- 台湾総督府部内臨時職員設置制中改正ノ件（勅令第1191号、12月23日公布）
- 台湾総督府交通局官制中改正ノ件（勅令第1192号、12月23日公布）
- 台湾総督府逓信保健技師及逓信保健技手ノ任免、待遇、俸給、休職及加俸ニ関スル件（勅令第1193号、12月23日公布）
- 南洋庁医院官制中改正ノ件（勅令第1194号、12月23日公布）
- 南洋庁気象台官制中改正ノ件（勅令第1195号、12月23日公布）
- 明治四十三年勅令第四百二十七号警察官吏職務応援ニ関スル件中改正ノ件（勅令第1196号、12月23日公布）
- 警防団員職務応援ニ関スル件（勅令第1197号、12月23日公布）
- 昭和十五年勅令第四百三十四号政府出資特別会計法第一条第二項ノ規定ニ依リ他ノ特別会計ノ所属ト為ス政府ノ出資ヲ定ムルノ件中改正ノ件（勅令第1198号、12月23日公布）
- 財団法人北京同学会ノ設立スル北京興亜学院ニ関スル件（勅令第1199号、12月23日公布）
- 昭和十六年勅令第九百二十五号旅順工科大学ノ学部等ノ在学年限又ハ修業年限ノ臨時短縮ニ関スル件中改正ノ件（勅令第1200号、12月23日公布）
- 馬事団体令（勅令第1201号、12月23日公布）
- 台湾総督府官制中改正ノ件（勅令第1202号、12月24日公布）
- 国民貯蓄奨励局官制中改正ノ件（勅令第1203号、12月26日公布）
- 特設海軍部隊臨時職員設置制（勅令第1204号、12月26日公布）
- 海軍軍医学校令中改正ノ件（勅令第1205号、12月26日公布）
- 産業科学研究所官制中改正ノ件（勅令第1206号、12月26日公布）
- 朝鮮総督府官制中改正ノ件（勅令第1207号、12月26日公布）
- 朝鮮総督府部内臨時職員設置制中改正ノ件（勅令第1208号、12月26日公布）
- 朝鮮総督府逓信官署官制中改正ノ件（勅令第1209号、12月26日公布）
- 高等官官等俸給令中改正ノ件（勅令第1210号、12月26日公布）
- 昭和十四年勅令第八百八十九号朝鮮総督府遞信保健技師ノ任免、待遇、俸給、休職及加俸ニ関スル件中改正ノ件（勅令第1211号、12月26日公布）
- 朝鮮総督府逓信官署ノ官吏ニシテ臨時陸海軍特設ノ事務ニ従事シ又ハ戦時若ハ事変ニ際シ朝鮮総督府逓信官署以外ニ於テ臨時逓信ノ事務ニ従事スル者ノ補欠及復帰ニ関スル件（勅令第1212号、12月26日公布）
- 朝鮮総督府癩療養所官制中改正ノ件（勅令第1213号、12月26日公布）
- 朝鮮総督府職業紹介所官制中改正ノ件（勅令第1214号、12月26日公布）
- 関東局部内臨時職員設置制中改正ノ件（勅令第1215号、12月26日公布）
- 関東州地方待遇職員令中改正ノ件（勅令第1216号、12月26日公布）
- 樺太庁部内臨時職員等設置制中改正ノ件（勅令第1217号、12月26日公布）
- 樺太庁職業紹介所官制中改正ノ件（勅令第1218号、12月26日公布）
- 南洋庁郵便局官制中改正ノ件（勅令第1219号、12月26日公布）
- 警視庁官制中改正ノ件（勅令第1220号、12月26日公布）
- 北海道庁官制中改正ノ件（勅令第1221号、12月26日公布）
- 地方官官制中改正ノ件（勅令第1222号、12月26日公布）
- 庁府県臨時職員等設置制中改正ノ件（勅令第1223号、12月26日公布）
- 支那ニ在ル陸軍部隊ニ属スル陸軍軍属ニ対スル戦時給与ノ特例ニ関スル件（勅令第1224号、12月26日公布）
- 海軍給与令中改正ノ件（勅令第1225号、12月26日公布）
- 昭和十二年勅令第四百三十五号支那事変ニ関スル海軍戦時給与規則等ノ特例ノ件中改正ノ件（勅令第1226号、12月26日公布）
- 特別ノ任務ニ従事スル海軍ノ軍人軍属ノ給与ノ特例ニ関スル件（勅令第1227号、12月26日公布）
- 文官任用令ノ判任文官ノ任用資格等ノ特例ニ関スル件（勅令第1228号、12月26日公布）
- 海軍武官任用令第三条及第四条ノ臨時特例ニ関スル件（勅令第1229号、12月26日公布）
- 昭和十六年法律第八十八号酒税等ノ増徴等ニ関スル法律ノ一部施行期日ノ件（勅令第1230号、12月26日公布）
- 家屋税法施行規則中改正ノ件（勅令第1231号、12月26日公布）
- 昭和十五年勅令第二十一号「アメリカ」合衆国ノ生産ニ係ル物品ノ輸入税率ニ関スル件廃止ノ件（勅令第1232号、12月26日公布）
- 農業生産統制令（勅令第1233号、12月26日公布）
- 会社経理統制令中改正ノ件（勅令第1234号、12月26日公布）
- 海軍志願兵令中改正ノ件（勅令第1235号、12月26日公布）
- 矯正院官制中改正ノ件（勅令第1236号、12月26日公布）
- 大正十一年勅令第四百八十八号少年審判所設置ノ件中改正ノ件（勅令第1237号、12月26日公布）
- 少年法中保護処分ニ関スル規定ヲ樺太ニ施行スルノ件（勅令第1238号、12月26日公布）
- 樺太施行法律特例中改正ノ件（勅令第1239号、12月26日公布）
- 矯正院法ヲ樺太ニ施行スルノ件（勅令第1240号、12月26日公布）
- 昭和十六年法律第三十五号委員会等ノ整理等ニ関スル法律ノ一部施行期日ノ件（勅令第1241号、12月26日公布）
- 液体燃料委員会官制廃止ノ件（勅令第1242号、12月26日公布）
- 昭和十六年法律第七十一号人造石油製造事業法中改正法律施行期日ノ件（勅令第1243号、12月26日公布）
- 人造石油製造事業法施行令中改正ノ件（勅令第1244号、12月26日公布）
- 敵産管理委員会官制（勅令第1245号、12月27日公布）
- 俘虜情報局官制（勅令第1246号、12月27日公布）
- 関東局官制中改正ノ件（勅令第1247号、12月27日公布）
- 関東局警察官服制中改正ノ件（勅令第1248号、12月27日公布）
- 関東局警察共済組合令中改正ノ件（勅令第1249号、12月27日公布）
- 労働者年金保険法施行令（勅令第1250号、12月27日公布）
- 関東州敵産管理令（勅令第1251号、12月27日公布）
- 重要機械製造事業法施行期日ノ件（勅令第1252号、12月27日公布）
- 重要機械製造事業法施行令（勅令第1253号、12月27日公布）

## 昭和17年
- 関東州ニ於ケル戦時犯罪処罰ノ特例ニ関スル件(昭和17年勅令第9号)
- 関東州言論、集会、結社等臨時取締令(昭和17年勅令第22号)
- 技術院官制(昭和17年1月31日勅令第41号)
- 南洋群島ニ於ケル戦時犯罪処罰ノ特例ニ関スル件(昭和17年勅令第58号)
- 特設消防署規定(昭和17年12月26日勅令第85号)[1]
- 南洋群島労務手帳令(昭和17年勅令第396号)
- 南洋庁中学校官制(昭和17年勅令第401号)
- 大連商業公学校官制(昭和17年勅令第413号)
- 旅順臨時教員養成所官制(昭和17年勅令第414号)
- 大東亜省官制(昭和17年勅令第707号)：廃止
- 関東州物資統制令(昭和17年勅令第837号)

## 昭和18年
- 民族研究所官制(昭和18年勅令第20号)
- 関東勤労動員署官制(昭和18年勅令第90号)
- 関東州国民体力令(昭和18年勅令第112号)
- 在関東州及満洲国帝国臣民教育令(昭和18年勅令第213号)
- 在関東州及満洲国国民学校教員検定委員会官制(昭和18年勅令第215号)
- 関東局諸学校官制(昭和18年勅令第302号)
- 財団法人同仁会ノ設立スル青島東亜医科学院ニ関スル件(昭和18年勅令第403号)
- 南洋庁諸学校官制(昭和18年勅令第432号)
- 関東州住宅営団令(昭和18年勅令第475号)
- 関東州労務調整令(昭和18年勅令第489号)
- 関東州ニ於ケル市会議員ノ任期延長ニ関スル件(昭和18年勅令第671号)
- 関東州経済会令(昭和18年勅令第757号)
- 関東州防禦営造物地帯令臨時特例(昭和18年勅令第863号)
- 関東州金属類回収令(昭和18年勅令第924号)
- 関東州企業許可令(昭和18年勅令第925号)

## 昭和19年
- 海兵団練習部令中改正ノ件（勅令第1号、昭和18年12月29日公布）
- 戦時官吏服務令（勅令第2号、昭和19年1月4日公布）
- 文官懲戒戦時特例（勅令第3号、1月4日公布）
- 巡査及消防手懲戒戦時特例（勅令第4号、1月4日公布）
- 各庁職員危篤又ハ退官ノ際ニ於ケル任用等ノ特例（勅令第5号、1月4日公布）
- 電気通信研究所官制（勅令第6号、1月6日公布）
- 非水溶液化学研究所官制（勅令第7号、1月6日公布）
- 音響科学研究所官制（勅令第8号、1月6日公布）
- 京都帝国大学官制外九勅令中改正ノ件（勅令第9号、1月6日公布）
- 軍事保護院官制中改正ノ件（勅令第10号、1月6日公布）
- 通信院官制中改正ノ件（勅令第11号、1月6日公布）
- 逓信局官制中改正ノ件（勅令第12号、1月6日公布）
- 通信官署官制中改正ノ件（勅令第13号、1月6日公布）
- 情報局官制中改正ノ件（勅令第14号、1月7日公布）
- 軍需生産責任審査会官制（勅令第15号、1月7日公布）
- 司法部内臨時職員設置制中改正ノ件（勅令第16号、1月7日公布）
- 南方自然科学研究所官制（勅令第17号、1月7日公布）
- 軍需部内臨時職員等設置制中改正ノ件（勅令第18号、1月7日公布）
- 通信院官制中改正ノ件（勅令第19号、1月7日公布）
- 昭和十八年法律第百四号防空法中改正法律施行期日ノ件（勅令第20号、1月7日公布）
- 防空法施行令中改正ノ件（勅令第21号、1月7日公布）
- 防空従事者扶助令中改正ノ件（勅令第22号、1月7日公布）
- 防空法朝鮮施行令中改正ノ件（勅令第23号、1月7日公布）
- 防空法台湾施行令中改正ノ件（勅令第24号、1月7日公布）
- 関東州防空令中改正ノ件（勅令第25号、1月7日公布）
- 防空法樺太施行令中改正ノ件（勅令第26号、1月7日公布）
- 資源調査法第一条ノ規定ニ依ル人口ノ調査ニ関スル件（勅令第27号、1月8日公布）
- 海軍航空本部令中改正ノ件（勅令第28号、1月11日公布）
- 在外海軍部隊艦船臨時給与令中改正ノ件（勅令第29号、1月11日公布）
- 運輸通信部内臨時職員設置制中改正ノ件（勅令第30号、1月14日公布）
- 台湾水産事業評価審査委員会官制（勅令第31号、1月14日公布）
- 震災ニ因ル鳥取県災害土木費国庫補助規程（勅令第32号、1月14日公布）
- 風水害ニ因ル愛媛県災害土木費国庫補助規程中改正ノ件（勅令第33号、1月14日公布）
- 鉱山監督局官制中改正ノ件（勅令第34号、1月17日公布）
- 税務署官制中改正ノ件（勅令第35号、1月18日公布）
- 在満学校組合待遇職員令中改正ノ件（勅令第36号、1月18日公布）
- 厚生省関係許可認可等戦時特例（勅令第37号、1月18日公布）
- 昭和十五年勅令第四百三十四号政府出資特別会計法第一条第二項ノ規定ニ依リ他ノ特別会計ノ所属ト為ス政府ノ出資ヲ定ムルノ件中改正ノ件（勅令第38号、1月18日公布）
- 南洋群島防空令(昭和19年勅令第66号)
- 南洋群島電気通信令(昭和19年勅令第316号)
- 関東州徴用令(昭和19年勅令第481号)
- 女子挺身勤労令(昭和19年勅令第519号)
- 関東神宮職員令(昭和19年勅令第539号)
- 関東州裁判令戦時特例(昭和19年勅令第656号)
- 関東州戦時民事特別令(昭和19年勅令第657号)
- 関東州戦時刑事特別令(昭和19年勅令第658号)

## 昭和20年
- 運輸通信省官制中改正ノ件（勅令第1号、1月4日公布）
- 船舶試験所官制中改正ノ件（勅令第2号、1月4日公布）
- 海運局官制中改正ノ件（勅令第3号、1月4日公布）
- 昭和十六年勅令第九百二十四号大学学部等ノ在学年限又ハ修業年限ノ臨時短縮ニ関スル件中改正ノ件（勅令第4号、1月4日公布）
- 総力戦研究所官制及昭和十五年勅令第六百五十号現役ニ在ル陸海軍武官ニシテ総力戦研究所ノ所長又ハ所員ニ専任セラレタル者ノ分限ニ関スル件廃止ノ件（勅令第115号）
- 関東州ニ於ケル戦時行政職権特例ニ関スル件（勅令第141号）
- 関東州国勢調査令ノ昭和二十年ニ於ケル特例ニ関スル件（勅令第235号）
- 関東州勤労動員令（勅令第267号）
- 海軍航空本部令中改正ノ件（勅令第450号、8月3日公布）
- 朝鮮総督府部内臨時職員設置制中改正ノ件（勅令第451号、8月3日公布）
- 警視庁官制、北海道庁官制、樺太庁官制及地方官官制中国民勤労動員署ノ事務取扱範囲、職員ノ定員等ニ関スル規定ノ戦時特例ニ関スル件（勅令第452号、8月3日公布）
- 樺太庁官制中改正ノ件（勅令第453号、8月3日公布）
- 道府県手数料令中改正ノ件（勅令第454号、8月3日公布）
- 監獄官制及高等官官等俸給令中改正ノ件（勅令第455号、8月7日公布）
- 高等官官等俸給令中改正ノ件（勅令第456号、8月7日公布）
- 奏任文官特別任用令中改正ノ件（勅令第457号、8月7日公布）
- 陸海軍監獄官特別任用令廃止ノ件（勅令第458号、8月7日公布）
- 生計費指数資料実地調査令ノ特例ニ関スル件（勅令第459号、8月7日公布）
- 関東州軍事特別措置令（勅令第460号、8月7日公布）
- 海軍軍需監督部令（勅令第461号、8月8日公布）
- 気象官署官制中改正ノ件（勅令第462号、8月10日公布）
- 灯台局官制中改正ノ件（勅令第463号、8月10日公布）
- 海軍下士官及予備下士官任用進級臨時特例（勅令第464号、8月10日公布）
- 陸軍補充令中改正ノ件（勅令第465号、8月10日公布）
- 昭和三年勅令第百三十三号海軍病院ニ於テ健康保険ノ療養ノ給付又ハ之ニ相当スル共済組合ノ給付ノ為診療ヲ為スコトヲ得ルノ件廃止ノ件（勅令第466号、8月10日公布）
- 関東州戦時民事特別令中改正ノ件（勅令第467号、8月10日公布）
- 国民義勇戦闘隊員ニ関スル陸軍監獄令ノ特例ニ関スル件（勅令第468号、8月10日公布）
- 関東州軍需会社令（勅令第469号、8月10日公布）
- 内閣ニ国民義勇隊巡閲ヲ置クノ件（勅令第470号、8月15日公布）
- 高等官官等俸給令中改正ノ件（勅令第471号、8月15日公布）
- 内閣所属部局及職員官制中改正ノ件（勅令472号、8月15日公布）
- 関東州住宅営団令中改正ノ件（勅令473号、8月15日公布）
- 文官同待遇者ノ定員ノ臨時特例ニ関スル件（勅令474号、8月16日公布）
- 休職ヲ命ゼラレタル文官同待遇者ノ特別手当ニ関スル件（勅令475号、8月16日公布）
- 国史編修院官制（勅令第476号、8月16日公布）
- 文部省官制外二勅令中改正等ノ件（勅令第477号、8月16日公布）
- 大東亜戦争ニ因ル戦時災害ニ関シ特別ノ給付ヲ為ス共済組合ニ対シ政府給与金ヲ給与スルノ件（勅令第478号、8月24日公布）
- 政府職員共済組合令外十九勅令中改正ノ件（勅令第479号、8月24日公布）
- 塩専売法戦時特例中改正ノ件（勅令第480号、8月24日公布）
- 各省官制通則中改正ノ件（勅令第481号、8月26日公布）
- 外務省官制中改正ノ件（勅令第482号、8月26日公布）
- 農商省官制中改正ノ件（勅令第483号、8月26日公布）
- 農商部内臨時職員等設置制中改正ノ件（勅令第484号、8月26日公布）
- 農商省要員局臨時設置制中改正等ノ件（勅令第485号、8月26日公布）
- 商工省官制（勅令第486号、8月26日公布）
- 商工部内臨時職員設置制（勅令第487号、8月26日公布）
- 商工省整理部臨時設置制（勅令第488号、8月26日公布）
- 商工省設置等ニ伴フ工業試験所官制中改正等ノ件（勅令第489号、8月26日公布）
- 大東亜省官制及軍需省官制廃止ノ件（勅令第490号、8月26日公布）
- 大東亜省廃止ニ伴フ外務部内臨時職員設置制中改正等ノ件（勅令第491号、8月26日公布）
- 大蔵省官制中改正ノ件（勅令第492号、8月26日公布）
- 商工省設置等ニ伴フ地方総監府官制中改正等ノ件（勅令第493号、8月26日公布）
- 高等官官等俸給令中改正ノ件（勅令第494号、8月26日公布）
- 大東亜省官制及軍需省官制ノ廃止ニ伴フ元大東亜省所管及元軍需省所管ノ歳入歳出等ニ関スル残務ノ処理ニ関スル件（勅令第495号、8月26日公布）
- 終戦連絡事務局官制（勅令第496号、8月26日公布）
- 北海道庁次長及香川県次長臨時設置制及都市計画委員会官制戦時特例中改正ノ件（勅令第497号、8月26日公布）
- 内閣所属部局及職員官制中改正ノ件（勅令第498号、8月26日公布）
- 昭和二十年勅令第四百七十号内閣ニ国民義勇隊巡閲ヲ置クノ件廃止ノ件（勅令第499号、8月27日公布）
- 人口動態調査令臨時特例（勅令第500号、8月27日公布）
- 大蔵省ニ顧問ヲ置クノ件（勅令第501号、8月28日公布）
- 内務省官制中改正ノ件（勅令第502号、8月30日公布）
- 内閣調査局官制（勅令第503号、8月31日公布）
- 高等官官等俸給令中改正ノ件（勅令第504号、8月31日公布）
- 綜合計画局官制外四勅令廃止ノ件（勅令第505号、8月31日公布）
- 外務部内臨時職員設置制中改正ノ件（勅令第506号、8月31日公布）
- 防空総本部官制廃止ノ件（勅令第507号、8月31日公布）
- 昭和十七年勅令第六百十九号船舶及造船事務ニ関スル所管等ノ戦時特例ニ関スル件（勅令第508号、8月31日公布）
- 会社所有株式評価臨時措置令中改正ノ件（勅令第509号、8月31日公布）
- 工場法施行令外十勅令中改正ノ件（勅令第510号、8月31日公布）
- 技術院官制廃止ノ件（勅令第511号、9月4日公布）
- 内閣部内臨時職員設置制中改正ノ件（勅令第512号、9月4日公布）
- 内閣調査局官制中改正ノ件（勅令第513号、9月4日公布）
- 中央航空研究所官制中改正ノ件（勅令第514号、9月4日公布）
- 臨時戦時研究所員設置制等廃止ノ件（勅令第515号、9月4日公布）
- 文部省官制中改正ノ件（勅令第516号、9月4日公布）
- 文部部内臨時職員設置制中改正ノ件（勅令第517号、9月4日公布）
- 特許標準局官制（勅令第518号、9月4日公布）
- 商工部内臨時職員設置制中改正ノ件（勅令第519号、9月4日公布）
- 運輸部内臨時職員設置制中改正ノ件（勅令第520号、9月4日公布）
- 高等官官等俸給令中改正ノ件（勅令第521号、9月4日公布）
- 特許法施行令中改正等ノ件（勅令第522号、9月4日公布）
- 昭和二十年人口調査ニ関スル件（勅令第523号、9月4日公布）
- 海軍ノ現役ノ下士官及兵ノ現役満期ニ関スル件（勅令第524号、9月4日公布）
- 戦時農業団令中改正等ノ件（勅令第525号、9月5日公布）
- 逓信院電気通信復興局臨時設置制（勅令第526号、9月7日公布）
- 逓信院防衛通信施設局臨時設置制廃止ノ件（勅令第527号、9月7日公布）
- 逓信局官制中改正ノ件（勅令第528号、9月7日公布）
- 昭和二十年勅令第三百五十三号地方総監府官制第八条ノ規定ニ依ル地方官衙ノ長ノ指定ニ関スル件中改正ノ件（勅令第529号、9月7日公布）
- 昭和二十年勅令第四百三十二号逓信院貯金保険局支局、逓信院防衛通信施設局施設部、普通逓信講習所及無線電信講習所ノ長ノ監督ニ関スル件中改正ノ件（勅令第530号、9月7日公布）
- 内務省官制外六勅令中改正ノ件（勅令第531号、9月7日公布）
- 靖国神社附属遊就館令廃止ノ件（勅令第532号、9月11日公布）
- 軍事保護院ニ移管セサルル陸軍病院及海軍病院ノ職員ノ身分ニ関スル件（勅令第533号、9月11日公布）
- 勤労統計調査令ニ依ル特別勤労統計調査ノ特例ニ関スル件（勅令第534号、9月11日公布）
- 海軍予備員候補者令及海軍現役武官高等商船学校等配属令廃止ノ件（勅令第535号、9月11日公布）
- 昭和十三年勅令第六百三十二号臨時外務省ニ外交顧問ヲ置クノ件中改正ノ件（勅令第536号、9月12日公布）
- 衆議院議員選挙法第十二条ノ特例ニ関スル件（勅令第537号、9月13日公布）
- 電力調整委員会官制中改正ノ件（勅令第538号、9月14日公布）
- 電力調整令中改正ノ件（勅令第539号、9月14日公布）
- 臨時内閣ニ副書記官長ヲ置クノ件（勅令第540号、9月18日公布）
- 高等官官等俸給令中改正ノ件（勅令第541号、9月18日公布）
- 「ポツダム」宣言ノ受諾ニ伴ヒ発スル命令ニ関スル件（勅令第542号、9月20日公布） - 廃止 ※緊急勅令
- 昭和二十年勅令第五百四十二号（「ポツダム」宣言ノ受諾ニ伴ヒ発スル命令ニ関スル件）施行ニ関スル件（勅令第543号、9月20日公布） - 廃止
- 戦後対策審議会官制（勅令第544号、9月20日公布）
- 内閣行政委員及各省行政委員設置制廃止ノ件（勅令第545号、9月21日公布）
- 臨時厚生省ニ顧問ヲ置クノ件（勅令第546号、9月22日公布）
- 昭和二十年勅令第六十三号大東亜戦争ニ際シ各庁職員ヲシテ総合国力ノ拡充運用上緊要ナル業務ニ臨時従事セシムルノ件廃止ノ件（勅令第547号、9月25日公布）
- 行政査察規程廃止ノ件（勅令第548号、9月25日公布）
- 内務省顧問設置制（勅令第549号、9月28日公布）
- 終戦連絡事務局官制改正ノ件（勅令第550号、10月1日公布）
- 外務部内臨時職員設置制中改正中改正ノ件（勅令第551号、10月1日公布）
- 高等官官等俸給令中改正ノ件（勅令第552号、10月1日公布）
- 内閣部内臨時職員設置制中改正ノ件（勅令第553号、10月2日公布）
- 昭和二十年勅令第十号運輸大臣ニ於テ委託ニ依リ隧道其ノ他地下構築物ノ建設ヲ為ス等ノ件（勅令第554号、10月2日公布）
- 官国幣社及神宮神部署神職任用令中改正ノ件（勅令第555号、10月2日公布）
- 中央航空研究所共済組合令中改正ノ件（勅令第556号、10月2日公布）
- 臨時資金調整法施行令中改正ノ件（勅令第557号、10月2日公布）
- 軍需金融等特別措置法施行令中改正ノ件（勅令第558号、10月2日公布）
- 議会制度審議会官制（勅令第559号、10月4日公布）
- 警視庁官制中改正等ノ件（勅令第560号、10月5日公布）
- 戦時官吏服務令及文官懲戒戦時特例廃止ノ件（勅令第561号、10月5日公布）
- 新聞事業令等廃止ノ件（勅令第562号、10月5日公布）
- 明治二十四年勅令第三号民事訴訟法ニ依リ国ヲ代表スルニ付テノ規定中改正ノ件（勅令第563号、10月5日公布）
- 戦時教育令廃止ノ件（勅令第564号、10月5日公布）
- 登録税法施行規則中改正ノ件（勅令第565号、10月10日公布）
- 国民勤労動員令廃止等ノ件（勅令第566号、10月10日公布）
- 内務省官制中改正等ノ件（勅令第567号、10月12日公布）
- 昭和二十年勅令第五百四十二号「ポツダム」宣言ノ受諾ニ伴ヒ発スル命令ニ関スル件ニ基ク国防保安法廃止等ニ関スル件（勅令第568号、10月12日公布）
- 議会制度審議会官制廃止ノ件（勅令第569号、10月13日公布）
- 文部省官制中改正ノ件（勅令第570号、10月13日公布）
- 文部部内臨時職員設置制中改正ノ件（勅令第571号、10月13日公布）
- 教育研究所官制（勅令第572号、10月13日公布）
- 民族研究所官制等廃止ノ件（勅令第573号、10月13日公布）
- 高等官官等俸給令中改正ノ件（勅令第574号、10月13日公布）
- 昭和二十年勅令第五百四十二号「ポツダム」宣言ノ受諾ニ伴ヒ発スル命令ニ関スル件ニ基ク治安維持法廃止等ノ件（勅令第575号、10月13日公布）
- 昭和二十年勅令第五百四十二号「ポツダム」宣言ノ受諾ニ伴ヒ発スル命令ニ関スル件ニ基ク要塞地帯法廃止等ノ件（勅令第576号、10月13日公布）
- 昭和二十年勅令第五百四十二号「ポツダム」宣言ノ受諾ニ伴ヒ発スル命令ニ関スル件ニ基ク金、銀又ハ白金ノ取引等取締ニ関スル件（勅令第577号、10月13日公布）
- 昭和二十年勅令第五百四十二号「ポツダム」宣言ノ受諾ニ伴ヒ発スル命令ニ関スル件ニ基ク金、銀又ハ白金ノ地金又ハ合金ノ輸入ノ制限又ハ禁止等ニ関スル件（勅令第578号、10月13日公布）
- 大赦令（勅令第579号、10月17日公布）
- 減刑令（勅令第580号、10月17日公布）
- 復権令（勅令第581号、10月17日公布）
- 官吏、官吏待遇者等ノ懲戒及懲罰ノ免除ニ関スル件（勅令第582号、10月17日公布）
- 東京都、北海道、府県、市町村等ノ吏員、委員及役員ノ懲戒免除ニ関スル件（勅令第583号、10月17日公布）
- 海技免状ヲ受有スル者及水先人ノ懲戒免除ニ関スル件（勅令第584号、10月17日公布）
- 公証人、弁護士、司法書士、弁理士及計理士ノ懲戒免除ニ関スル件（勅令第585号、10月17日公布）
- 出納官吏等ノ弁償責任ノ免除ニ関スル件（勅令第586号、10月17日公布）
- 大正十年勅令第四百六十五号特許、意匠、商標及実用新案ニ関スル手数料ノ件中改正ノ件（勅令第587号、10月16日公布）
- 軍事保護院官制中改正ノ件（勅令第588号、10月19日公布）
- 勤労統計調査令中改正ノ件（勅令第589号、10月19日公布）
- 保護観察所官制廃止等ノ件（勅令第590号、10月20日公布）
- 逓信院官制中改正ノ件（勅令第591号、10月23日公布）
- 逓信局官制中改正ノ件（勅令第592号、10月23日公布）
- 通信官署官制中改正ノ件（勅令第593号、10月23日公布）
- 簡易生命保険審査会規程中改正ノ件（勅令第594号、10月23日公布）
- 高等官官等俸給令中改正ノ件（勅令第595号、10月23日公布）
- 昭和十六年勅令第千百六十九号現役ニ在ル陸軍武官ニシテ通信検閲官等又ハ通信検閲官補ニ専任セラレタル者ノ分限等ニ関スル件廃止等ノ件（勅令第596号、10月23日公布）
- 昭和十九年勅令第百九十九号専売局ニ於ケル専売品以外ノ物品ノ製造ニ関スル件等廃止ノ件（勅令第597号、10月23日公布）
- 司法省関係許可認可等戦時特例等廃止ノ件（勅令第598号、10月23日公布）
- 巡査及消防手懲戒戦時特例廃止ノ件（勅令第599号、10月23日公布）
- 工場法戦時特例等廃止ノ件（勅令第600号、10月23日公布）
- 工場事業場管理令等廃止ノ件（勅令第601号、10月23日公布）
- 獣医師等徴用令等廃止ノ件（勅令第602号、10月23日公布）
- 金融統制団体令廃止ノ件（勅令第603号、10月23日公布）
- 昭和二十年勅令第五百四十二号「ポツダム」宣言ノ受諾ニ伴ヒ発スル命令ニ関スル件ニ基ク軍事特別措置法廃止等ニ関スル件（勅令第604号、10月23日公布）
- 昭和二十年勅令第五百四十二号「ポツダム」宣言ノ受諾ニ伴ヒ発スル命令ニ関スル件ニ基ク臨時郵便取締令廃止ノ件（勅令第605号、10月23日公布）
- 昭和十二年勅令第六百五十二号戦時又ハ事変ニ際シ軍事輸送上必要ナル小運送業ノ実施ニ関スル件等廃止ノ件（勅令第606号、10月23日公布）
- 農林省官制中改正等ノ件（勅令第607号、10月25日公布）
- 戦後対策審議会官制等廃止ノ件（勅令第608号、10月26日公布）
- 厚生省官制中改正ノ件（勅令第609号、10月26日公布）
- 厚生部内臨時職員設置制中改正ノ件（勅令第610号、10月26日公布）
- 臨時厚生省ニ臨時防疫局ヲ設置スルノ件（勅令第611号、10月26日公布）
- 高等官官等俸給令中改正ノ件（勅令第612号、10月26日公布）
- 水産統制令及水産事業評価審査委員会官制廃止ノ件（勅令第613号、10月26日公布）
- 昭和二十年勅令第四百四十二号昭和十九年度所属ノ歳入歳出ノ出納ニ関スル事務ノ完結期限等ニ関スル件中改正ノ件（勅令第614号、10月30日公布）
- 昭和二十年勅令第五百四十二号「ポツダム」宣言ノ受諾ニ伴ヒ発スル命令ニ関スル件ニ基ク外国為替管理法ノ罰則ノ特例ニ関スル件（勅令第615号、10月30日公布）
- 情報局官制中改正ノ件（勅令第616号、10月31日公布）
- 樺太開発調査会官制廃止ノ件（勅令第617号、11月2日公布）
- 昭和二十年一月ノ震災ニ因ル愛知県及三重県災害土木費国庫補助規程（勅令第618号、11月2日公布）
- 帝国在郷軍人会令等廃止ノ件（勅令第619号、11月2日公布）
- 工業所有権戦時法ニ依リ取消サレタル特許又ハ商標ノ登録ニ関スル件（勅令第620号、11月2日公布）
- 戦災復興院官制（勅令第621号、11月5日公布）
- 地方行政事務局設置制（勅令第622号、11月6日公布）
- 地方商工処理部臨時設置制（勅令第623号、11月6日公布）
- 樺太及北海道ニ於ケル行政ノ総合連絡調製等ニ関スル件（勅令第624号、11月6日公布）
- 北海道庁次長、神奈川県次長及香川県次長臨時設置制中改正ノ件（勅令第625号、11月6日公布）
- 高等官官等俸給令中改正ノ件（勅令第626号、11月6日公布）
- 地方総監府官制等ノ廃止ニ関スル件（勅令第627号、11月6日公布）
- 電力調製委員会官制等中改正ノ件（勅令第628号、11月6日公布）
- 燃料局特別会計規則中改正ノ件（勅令第629号、11月6日公布）
- 内務部内臨時職員等設置制中改正等ノ件（勅令第630号、11月6日公布）
- 臨時陸軍残務整理部令（勅令第631号、11月9日公布）
- 陸海軍ノ復員ニ伴ヒ不要ト為ルベキ勅令ノ廃止ニ関スル件（勅令第632号、11月13日公布）
- 連合国最高司令官ヨリ帝国政府ニ返還セラレタル物品ノ無償貸付及譲与等ニ関スル件（勅令第633号、11月16日公布）
- 昭和二十年勅令第五百四十二号「ポツダム」宣言ノ受諾ニ伴ヒ発スル命令ニ関スル件ニ基ク兵役法廃止等ニ関スル件（勅令第634号、11月16日公布）
- 昭和二十年勅令第五百四十二号「ポツダム」宣言ノ受諾ニ伴ヒ発スル命令ニ関スル件ニ基ク要求物資使用収用令（勅令第635号、11月17日公布）
- 昭和二十年勅令第五百四十二号「ポツダム」宣言ノ受諾ニ伴ヒ発スル命令ニ関スル件ニ基ク土地工作物使用令（勅令第636号、11月17日公布）
- 関税訴願審査委員会規則中改正等ノ件（勅令第637号、11月20日公布）
- 昭和二十年勅令第五百四十二号「ポツダム」宣言ノ受諾ニ伴ヒ発スル命令ニ関スル件ニ基ク治安警察法廃止等ノ件（勅令第638号、11月20日公布）
- 医師会及歯科医師会令中改正ノ件（勅令第639号、11月20日公布）
- 薬剤師会令中改正ノ件（勅令第640号、11月20日公布）
- 昭和二十年勅令第五百四十二号「ポツダム」宣言ノ受諾ニ伴ヒ発スル命令ニ関スル件ニ基ク住宅緊急措置令（勅令第641号、11月20日公布）
- 酒税法施行規則中改正ノ件（勅令第642号、11月20日公布）
- 昭和二十年勅令第五百四十二号「ポツダム」宣言ノ受諾ニ伴ヒ発スル命令ニ関スル件ニ基ク軍馬資源保護法廃止等ニ関スル件（勅令第643号、11月20日公布）
- 内閣所属部局及職員官制中改正ノ件（勅令第644号、11月22日公布）
- 内閣部内臨時職員設置制中改正ノ件（勅令第645号、11月22日公布）
- 法制局官制中改正ノ件（勅令第646号、11月22日公布）
- 大東亜戦争調査会官制（勅令第647号、11月22日公布）
- 高等官官等俸給令中改正ノ件（勅令第648号、11月22日公布）
- 厚生部内臨時職員設置制中改正ノ件（勅令第649号、11月22日公布）
- 昭和二十年勅令第六百十一号臨時厚生省ニ臨時防疫局ヲ設置スルノ件中改正ノ件（勅令第650号、11月22日公布）
- 地方引揚援護局官制（勅令第651号、11月22日公布）
- 引揚援護連絡委員会官制（勅令第652号、11月22日公布）
- 昭和二十年勅令第五百四十二号「ポツダム」宣言ノ受諾ニ伴ヒ発スル命令ニ関スル件ニ基ク昭和十三年法律第三十号廃止等ニ関スル件（勅令第653号、11月22日公布）
- 請願令中改正ノ件（勅令第654号、11月22日公布）
- 昭和二十年勅令第五百四十二号「ポツダム」宣言ノ受諾ニ伴ヒ発スル命令ニ関スル件ニ基ク昭和二十年勅令第五百七十八号中改正ノ件（勅令第655号、11月22日公布）
- 昭和二十年勅令第五百四十二号「ポツダム」宣言ノ受諾ニ伴ヒ発スル命令ニ関スル件ニ基ク外国為替資産等ノ分離保管ノ件（勅令第656号、11月22日公布）
- 昭和二十年勅令第五百四十二号「ポツダム」宣言ノ受諾ニ伴ヒ発スル命令ニ関スル件ニ基ク会社ノ解散ノ制限等ノ件（勅令第657号、11月22日公布）
- 昭和二十年勅令第五百四十二号「ポツダム」宣言ノ受諾ニ伴ヒ発スル命令ニ関スル件ニ基ク第一復員裁判所及第二復員裁判所令（勅令第658号、11月22日公布）
- 明治三十八年勅令第百八十四号鉱業及砂鉱採取業ニ関スル手数料ノ件中改正ノ件（勅令第659号、11月22日公布）
- 戦時物価審議会官制廃止ノ件（勅令第660号、11月27日公布）
- 大蔵省物価部臨時設置制（勅令第661号、11月27日公布）
- 高等官官等俸給令中改正ノ件（勅令第662号、11月27日公布）
- 褒章条例第八条及第九条臨時特例廃止ノ件（勅令第663号、11月27日公布）
- 公式令中改正ノ件（勅令第664号、11月28日公布）
- 臨時商工省ニ顧問ヲ置クノ件（勅令第665号、11月28日公布）
- 水路部官制（勅令第666号、11月28日公布）
- 運輸省官制中改正等ノ件（勅令第667号、11月28日公布）
- 高等官官等俸給令中改正ノ件（勅令第668号、11月28日公布）
- 元帥府条例等廃止ノ件（勅令第669号、11月29日公布）
- 行政整理ニ際シ退官退職シタル者等ニ支給スル特別ノ賜金又ハ手当ニ関スル件（勅令第670号、11月29日公布）
- 都市計画法及同法施行令戦時特例中改正等ノ件（勅令第671号、11月29日公布）
- 農業生産統制令等廃止ノ件（勅令第672号、11月29日公布）
- 食糧管理法施行令中改正ノ件（勅令第673号、11月29日公布）
- 各省官制通則中改正ノ件（勅令第674号、11月30日公布）
- 第一復員省官制（勅令第675号、11月30日公布）
- 第一復員官署官制（勅令第676号、11月30日公布）
- 第一復員拘禁所臨時設置制（勅令第677号、11月30日公布）
- 臨時陸軍残務整理部令中改正ノ件（勅令第678号、11月30日公布）
- 王公族附陸軍武官官制廃止ノ件（勅令第679号、11月30日公布）
- 第二復員省官制（勅令第680号、11月30日公布）
- 第二復員官署官制（勅令第681号、11月30日公布）
- 第二復員刑務所臨時設置制（勅令第682号、11月30日公布）
- 俘虜情報局官制中改正ノ件（勅令第683号、11月30日公布）
- 高等官官等俸給令中改正ノ件（勅令第684号、11月30日公布）
- 内地ニ勤務スル陸軍兵ノ給与ニ関スル特例ノ件（勅令第685号、11月30日公布）
- 第一復員官及第二復員官ノ任用等ニ関スル件（勅令第686号、11月30日公布）
- 第一復員及第二復員部内職員令（勅令第687号、11月30日公布）
- 陸軍共済組合令及海軍共済組合令廃止ノ件（勅令第688号、11月30日公布）
- 陸軍省官制及海軍省官制ノ廃止ニ伴フ臨時軍事費特別会計ニ関スル事項ノ所管ニ関スル件（勅令第689号、11月30日公布）
- 軍事保護院官制中改正ノ件（勅令第690号、11月30日公布）
- 医療局官制（勅令第691号、11月30日公布）
- 高等官官等俸給令中改正ノ件（勅令第692号、11月30日公布）
- 大正二年勅令第二百六十二号任用分限又ハ官等ノ初叙陞叙ノ規定ヲ適用セサル文官ニ関スル件中改正ノ件（勅令第693号、11月30日公布）
- 昭和十四年勅令第四百八十一号軍事保護院ノ職員ノ特別任用ニ関スル件中改正ノ件（勅令第694号、11月30日公布）
- 厚生省ニ移管セラルル陸軍病院及海軍病院ノ職員ノ身分ニ関スル件（勅令第695号、11月30日公布）
- 住宅緊急措置損失補償委員会官制（勅令第696号、11月30日公布）
- 失業対策委員会官制（勅令第697号、12月1日公布）
- 行政整理ニ際シ退官シ又ハ休職ヲ命ゼラルル者ニ関スル俸給ノ特例ノ件（勅令第698号、12月4日公布）
- 位、勲章等ノ返上ノ請願ニ関スル件（勅令第699号、12月6日公布） - 現行法令
- 生糸検査手数料令中改正ノ件（勅令第700号、12月7日公布）
- 鉄道輸送協議会官制中改正ノ件（勅令第701号、12月10日公布）
- 地方引揚援護局官制中改正ノ件（勅令第702号、12月13日公布）
- 貿易庁官制（勅令第703号、12月13日公布）
- 輸入物資配分委員会官制（勅令第704号、12月13日公布）
- 石炭庁官制（勅令第705号、12月13日公布）
- 臨時地方石炭増産本部官制（勅令第706号、12月13日公布）
- 衆議院議員選挙法施行令中改正ノ件（勅令第707号、12月17日公布）
- 衆議院議員選挙人名簿特例（勅令第708号、12月17日公布）
- 勲章返上ノ請願ニ関シ賞勲会議ニ諮問スルノ件（勅令第709号、12月19日公布）
- 賠償協議会官制（勅令第710号、12月21日公布）
- 東京都官制等中改正ノ件（勅令第711号、12月22日公布）
- 臨時物価手当給与令（勅令第712号、12月24日公布）
- 陸海軍諸生徒死傷手当金給与令等廃止ノ件（勅令第713号、12月24日公布）
- 映画法施行令廃止ノ件（勅令第714号、12月24日公布）
- 労働争議調停法第一条第一項第五号ノ事業指定ノ件（勅令第715号、12月24日公布）
- 内務部内臨時職員等設置制中改正ノ件（勅令第716号、12月26日公布）
- 鉄道会議官制中改正ノ件（勅令第717号、12月27日公布）
- 昭和二十年勅令第五百四十二号「ポツダム」宣言ノ受諾ニ伴ヒ発スル命令ニ関スル件ニ基ク宗教団体法等廃止ノ件（勅令第718号、12月27日公布）
- 昭和二十年勅令第五百四十二号「ポツダム」宣言ノ受諾ニ伴ヒ発スル命令ニ関スル件ニ基ク宗教法人令（勅令第719号、12月27日公布）
- 昭和二十年ノ災害被害者ニ対スル租税ノ減免、徴収猶予等ニ関スル件（勅令第720号、12月27日公布）
- 昭和二十年法律第五十七号蚕糸業法改正法律施行期日ノ件（勅令第721号、12月27日公布）
- 蚕糸業法施行令（勅令第722号、12月27日公布）
- 大日本航空株式会社法施行令廃止ノ件（勅令第723号、12月27日公布）
- 掃海作業ニ従事スル職員ニ対スル掃海手当支給ニ関スル件（勅令第724号、12月28日公布）
- 戦時特殊損害保険法施行令等廃止ノ件（勅令第725号、12月28日公布）
- 森林資源造成法施行期日ノ件（勅令第726号、12月28日公布）
- 森林資源造成法施行令（勅令第727号、12月28日公布）
- 昭和二十年法律第五十四号塩専売法中改正法律施行期日ノ件（勅令第728号、12月28日公布）
- 塩専売法臨時特例（勅令第729号、12月28日公布）
- 昭和二十年勅令第五百四十二号「ポツダム」宣言ノ受諾ニ伴ヒ発スル命令ニ関スル件ニ基ク政治犯人等ノ資格回復ニ関スル件（勅令第730号、12月29日公布）
- 昭和二十年勅令第五百四十二号「ポツダム」宣言ノ受諾ニ伴ヒ発スル命令ニ関スル件ニ基ク衆議院議員選挙人名簿ノ特例ニ関スル件（勅令第731号、12月29日公布）
- 情報局官制廃止ノ件（勅令第732号、12月31日公布）
- 内閣所属部局及職員官制中改正等ノ件（勅令第733号、12月31日公布）
- 逓信院官制中改正等ノ件（勅令第734号、12月31日公布）
- 昭和二十年勅令第四百五十九号生計費指数資料実地調査ノ特例ニ関スル件廃止ノ件（勅令第735号、12月31日公布）
- 生計費指数資料実地調査令中改正ノ件（勅令第736号、12月31日公布）
- 勤労統計調査令中改正ノ件（勅令第737号、12月31日公布）

## 昭和21年
- 地方商工局官制（勅令第1号、1月4日公布）
- 地方商工局設置等ニ伴フ鉱業登録令等中改正ノ件（勅令第2号、1月4日公布）
- 高松控訴院ノ廃止等ニ関スル件（勅令第3号、1月8日公布）
- 教科用図書委員会官制（勅令第4号、1月8日公布）
- 監獄官制中改正ノ件（勅令第5号、1月9日公布）
- 航空研究所官制等廃止ノ件（勅令第6号、1月9日公布）
- 東京帝国大学講座令等中改正ノ件（勅令第7号、1月9日公布）
- 東京帝国大学外五帝国大学ニ於ケル臨時講座設置ノ件（勅令第8号、1月9日公布）
- 商工省官制中改正ノ件（勅令第9号、1月9日公布）
- 運輸省官制中改正等ノ件（勅令第10号、1月9日公布）
- 入営者職業保障法施行令廃止等ノ件（勅令第11号、1月9日公布）
- 昭和二十年法律第四十五号裁判所構成法戦時特例廃止法律等施行期日ノ件（勅令第12号、1月9日公布）
- 大東亜戦争調査会官制中改正ノ件（勅令第13号、1月11日公布）
- 昭和二十年勅令第四百二十六号大蔵大臣ニ属スル許可認可等ノ職権ノ一部ヲ財務局長ヲシテ行ハシムルコトトスル等ノ為ノ大蔵大臣ノ職権ノ特例ニ関スル件中改正ノ件（勅令第14号、1月11日公布）
- 厚生省関係許可認可等戦時特例中改正ノ件（勅令第15号、1月11日公布）
- 燃料局特別会計規則中改正ノ件（勅令第16号、1月11日公布）
- 砂鉱法戦時特例中改正ノ件（勅令第17号、1月11日公布）
- 昭和二十年法律第四十九号石油業法外十三法律廃止法律施行期日ノ件（勅令第18号、1月11日公布）
- 石油業法施行令等廃止ノ件（勅令第19号、1月11日公布）
- 会社経理統制令中改正ノ件（勅令第20号、1月14日公布）
- 地方官官制中改正ノ件（勅令第21号、1月15日公布）
- 官国幣社以下神社幣帛供進使及随員服制等廃止ノ件（勅令第22号、1月15日公布）
- 戦時建設団令廃止ノ件（勅令第23号、1月15日公布）
- 水先法戦時特例廃止等ノ件（勅令第24号、1月15日公布）
- 昭和二十年法律第五十八号農業団体法中改正法律施行期日ノ件（勅令第25号、1月16日公布）
- 農業団体法施行令中改正ノ件（勅令第26号、1月16日公布）
- 商工省官制中改正ノ件（勅令第27号、1月18日公布）
- 地方商工局官制中改正ノ件（勅令第28号、1月18日公布）
- 造幣局ニ於ケル金属工芸品ノ製造ニ関スル件（勅令第29号、1月22日公布）
- 農林部内臨時職員等設置制中改正ノ件ヲ裁可（勅令第30号、1月22日公布）
- 開拓委員会官制（勅令第31号、1月22日公布）
- 昭和十二年勅令第五百八十五号大東亜戦争ニ関スル国防献品ヲ目的トスル寄付金ノ出納保管ニ関スル件廃止ノ件（勅令第32号、1月22日公布）
- 昭和二十年勅令第五百四十二号「ポツダム」宣言ノ受諾ニ伴ヒ発スル命令ニ関スル件ニ基ク国際的協定又ハ国際的契約ノ禁止等ニ関スル件（勅令第33号、1月22日公布）
- 昭和二十年法律第五十九号水産業団体法中改正法律施行期日ノ件（勅令第34号、1月22日公布）
- 水産業団体法施行令中改正ノ件（勅令第35号、1月22日公布）
- 監獄官吏服制中改正ノ件（勅令第36号、1月24日公布）
- 昭和二十年法律第六十四号農地調整法中改正法律施行期日ノ件（勅令第37号、1月24日公布）
- 農地調整法施行令改正ノ件（勅令第38号、1月24日公布）
- 自作地登記令中改正ノ件（勅令第39号、1月24日公布）
- 行政整理臨時職員令（勅令第40号、1月25日公布）
- 内閣部内臨時職員設置制中改正等ノ件（勅令第41号、1月25日公布）
- 朝鮮総督又ハ台湾総督ノ医師免許又ハ歯科医師免許ヲ受ケタル者ニ付テノ国民医療法施行令ノ特例ニ関スル件（勅令第42号、1月25日公布）
- 昭和二十年勅令第五百四十二号「ポツダム」宣言ノ受諾ニ伴ヒ発スル命令ニ関スル件ニ基ク厚生年金保険法等中改正ノ件（勅令第43号、1月25日公布）
- 昭和十三年勅令第三百八十八号、昭和十五年勅令第四百七十六号、同年勅令第九百六号、昭和十六年勅令第八百二十六号、昭和十八年勅令第六十号及昭和十九年勅令第百十二号ニ定ムルモノノ外臨時補助貨幣ノ形式等ヲ定ムルノ件（勅令第44号、1月25日公布）
- 行政整理実施ノ為ニスル内閣所属部局及職員官制中改正等ノ件（勅令第45号、1月29日公布）
- 関税調査委員会官制中改正ノ件（勅令第46号、1月29日公布）
- 行政整理実施ノ為ニスル司法省官制中改正ノ件（勅令第47号、1月29日公布）
- 東京帝国大学講座令等中改正ノ件（勅令第48号、1月29日公布）
- 行政整理実施ノ為ニスル商工省官制等中改正ノ件（勅令第49号、1月29日公布）
- 商工省整理部臨時設置制中改正ノ件（勅令第50号、1月29日公布）
- 運輸大臣ニ於テ委託ニ依リ戦災地ノ復興ニ関スル工事ヲ施行スル等ノ件（勅令第51号、1月29日公布）
- 昭和二十年勅令第五百四十二号「ポツダム」宣言ノ受諾ニ伴ヒ発スル命令ニ関スル件ニ基ク有毒飲食物等取締令（勅令第52号、1月29日公布）
- 昭和二十年勅令第五百四十二号｢ポツダム｣宣言ノ受諾ニ伴ヒ発スル命令ニ関スル件ニ基ク工業所有権法戦時特例中改正ノ件（勅令第53号、1月29日公布）
- 行政整理実施ノ為ニスル逓信院官制中改正等ノ件（勅令第54号、1月30日公布）
- 内務省官制中改正等ノ件（勅令第55号、1月30日公布）
- 行政整理実施ノ為ニスル外務省官制中改正ノ件（勅令第56号、1月30日公布）
- 行政整理実施ノ為ニスル外交官及領事官官制中改正ノ件（勅令第57号、1月30日公布）
- 在外公館職員等ニ関スル行政整理臨時職員令ノ特例等ニ関スル件（勅令第58号、1月30日公布）
- 行政整理実施ノ為ニスル内務省官制中改正等ノ件（勅令第59号、1月30日公布）
- 行政整理実施ノ為ニスル文部省官制中改正等ノ件（勅令第60号、1月30日公布）
- 行政整理実施ノ為ニスル農林省官制中改正等ノ件（勅令第61号、1月30日公布）
- 行政整理実施ノ為ニスル東京都官制中改正等ノ件（勅令第62号、1月30日公布）
- 行政整理実施ノ為ニスル地方行政事務局設置制中改正等ノ件（勅令第63号、1月30日公布）
- 会計規則等戦時特例中改正ノ件（勅令第64号、1月30日公布）
- 防空法施行令等廃止ニ関スル件（勅令第65号、1月30日公布）
- 企業経理調査委員会官制（勅令第66号、1月31日公布）
- 行政整理実施ノ為ニスル運輸省官制中改正等ノ件（勅令第67号、1月31日公布）
- 昭和二十年勅令第五百四十二号「ポツダム」宣言ノ受諾ニ伴ヒ発スル命令ニ関スル件ニ基ク恩給法ノ特例ニ関スル件（勅令第68号、1月31日公布）
- 行政整理実施ノ為ニスル大蔵省官制中改正等ノ件（勅令第69号、2月1日公布）
- 昭和二十年勅令第五百四十二号「ポツダム」宣言ノ受諾ニ伴ヒ発スル命令ニ関スル件ニ基ク宗教法人令中改正ノ件（勅令第70号、2月1日公布）
- 昭和二十年勅令第五百四十二号「ポツダム」宣言ノ受諾ニ伴ヒ発スル命令ニ関スル件ニ基ク明治三十九年法律第二十四号官国幣社経費ニ関スル法律廃止等ノ件（勅令第71号、2月1日公布）
- 行政整理実施ノ為ニスル明治二十三年勅令第百十一号行政裁判所評定官ノ員数並ニ書記ノ員数及職務ニ関スル件中改正ノ件（勅令第72号、2月5日公布）
- 昭和二十年度ニ於テ農業家畜再保険特別会計家畜勘定借入金利子ヲ第一予備金ヲ以テ補充シ得ベキ費途トスルノ件（勅令第73号、2月5日公布）
- 行政整理実施ノ為ニスル厚生省官制等中改正等ノ件（勅令第74号、2月7日公布）
- 行政整理実施ノ為ニスル保護院官制廃止等ノ件（勅令第75号、2月7日公布）
- 高等官官等俸給令中改正ノ件（勅令第76号、2月7日公布）
- 政府職員共済組合令中改正ノ件（勅令第77号、2月8日公布）
- 農地調整法施行令中改正ノ件（勅令第78号、2月8日公布）
- 臨時ニ運輸省ニ運輸省顧問ヲ置クノ件（勅令第79号、2月12日公布）
- 農林部内臨時職員等設置制中改正等ノ件（勅令第80号、2月15日公布）
- 昭和二十年勅令第五百四十二号「ポツダム」宣言ノ受諾ニ伴ヒ発スル命令ニ関スル件ニ基ク地方団体ノ吏員等連合国最高司令官ノ命令ニ基キ退職シタルトキノ退隠料等ヲ受クルノ資格又ハ権利ノ喪失等ニ関スル件（勅令第81号、2月15日公布）
- 昭和二十年勅令第五百四十二号「ポツダム」宣言ノ受諾ニ伴ヒ発スル命令ニ関スル件ニ基ク永楽土地建物株式会社ノ財産ノ取引ノ制限等ノ件（勅令第82号、2月15日公布）
- 金融緊急措置令（勅令第83号、2月17日公布） - 緊急勅令
- 日本銀行券預入令（勅令第84号、2月17日公布） - 緊急勅令
- 臨時財産調査令（勅令第85号、2月17日公布） - 緊急勅令
- 食糧緊急措置令（勅令第86号、2月17日公布） - 緊急勅令
- 食糧管理法施行令中改正ノ件（勅令第87号、2月17日公布）
- 隠匿物資等緊急措置令（勅令第88号、2月17日公布） - 緊急勅令
- 昭和二十年勅令第百三十号委託営繕事務施行ノ件中改正ノ件（勅令第89号、2月16日公布）
- 日本銀行券預入令ノ特例ノ件（勅令第90号、2月19日公布） - 緊急勅令
- 厚生部内臨時職員設置制中改正等ノ件（勅令第91号、2月19日公布）
- 生糸検査所官制中改正ノ件（勅令第92号、2月19日公布）
- 東京都官制中改正等ノ件（勅令第93号、2月19日公布）
- 警視庁官制中改正等ノ件（勅令第94号、2月19日公布）
- 農地調整法施行令中改正ノ件（勅令第95号、2月19日公布）
- 昭和二十年勅令第五百四十二号「ポツダム」宣言ノ受諾ニ伴ヒ発スル命令ニ関スル件ニ基ク衆議院議員選挙法第百一条ノ三及第百四条ノ規定ノ適用ニ関スル件（勅令第96号、2月21日公布）
- 昭和二十年勅令第七百七号（衆議院議員選挙法施行令中改正ノ件）中改正ノ件（勅令第97号、2月21日公布）
- 工業標準調査会官制（勅令第98号、2月22日公布）
- 農商省関係許可認可等戦時特例中改正ノ件（勅令第99号、2月22日公布）
- 昭和二十一年人口調査ニ関スル件（勅令第100号、2月22日公布）
- 昭和二十年勅令第五百四十二号「ポツダム」宣言ノ受諾ニ伴ヒ発スル命令ニ関スル件ニ基ク政党、協会其ノ他ノ団体ノ結成ノ禁止等ニ関スル件（勅令第101号、2月22日公布　通称団体等規正令）
- 中等学校令中改正等ノ件（勅令第102号、2月22日公布）
- 食糧対策審議会官制（勅令第103号、2月26日公布）
- 商工省整理部臨時設置制中改正ノ件（勅令第104号、2月26日公布）
- 昭和二十年勅令第五百四十二号「ポツダム」宣言ノ受諾ニ伴ヒ発スル命令ニ関スル件ニ基ク戦争終結後復員シタル陸海軍ノ軍人等ニ対シ支給シタル退職賞与金ノ国庫返納ニ関スル件（勅令第105号、2月26日公布）
- 昭和二十年法律第五十三号貿易資金設置ニ関スル法律ノ施行ニ関スル件（勅令第106号、2月26日公布）
- 労働組合法施行期日ノ件（勅令第107号、2月26日公布）
- 労働組合法施行令（勅令第108号、2月26日公布）
- 昭和二十年勅令第五百四十二号「ポツダム」宣言ノ受諾ニ伴ヒ発スル命令ニ関スル件ニ基ク就職禁止、退官、退職等ニ関スル件（勅令第109号、2月27日公布） - 通称は公職追放令（昭和22年勅令第1号にて改正）
- 昭和二十年勅令第五百四十二号「ポツダム」宣言ノ受諾ニ伴ヒ発スル命令ニ関スル件ニ基ク臨時軍事費特別会計ノ終結ニ関スル件（勅令第110号、2月27日公布）
- 通信事業特別会計又ハ帝国鉄道会計ニ於ケル昭和二十年度ノ追加経費支弁ノ為ノ借入金ニ関スル件（勅令第111号、2月27日公布） - 緊急勅令
- 昭和二十年勅令第五百四十二号「ポツダム」宣言ノ受諾ニ伴ヒ発スル命令ニ関スル件ニ基ク軍人及軍属ニ交付セラレタル賜金国庫債券ヲ無効トスルコトニ関スル件（勅令第112号、2月27日公布）
- 終戦連絡事務局官制中改正ノ件（勅令第113号、2月28日公布）
- 大蔵部内臨時職員設置制中改正等ノ件（勅令第114号、2月28日公布）
- 厚生部内臨時職員設置制中改正ノ件（勅令第115号、3月1日公布）
- 昭和二十年勅令第五百四十二号「ポツダム」宣言ノ受諾ニ伴ヒ発スル命令ニ関スル件ニ基ク退職手当金、年金其ノ他此等ニ準ズベキ利益ノ給付ノ制限ニ関スル件（勅令第116号、3月1日公布）
- 農業団体自治監査法施行令中改正ノ件（勅令第117号、3月1日公布）
- 昭和二十年勅令第五百四十二号「ポツダム」宣言ノ受諾ニ伴ヒ発スル命令ニ関スル件ニ基ク物価統制令（勅令第118号、3月3日公布）※物価統制令（昭和二十一年勅令第百十八号）現行法令
- 物品税法施行規則中改正等ノ件（勅令第119号、3月3日公布）
- 昭和十九年勅令第二百六十八号（昭和十九年法律第四号経済関係罰則ノ整備ニ関スル法律ニ基ク経済団体指定ニ関スル件）中改正ノ件（勅令第120号、3月2日公布）
- 昭和十三年勅令第三百八十八号及昭和十七年勅令第六百八十八号ニ定ムルモノノ外小額紙幣ノ形式ヲ定ムルノ件（勅令第121号、3月4日公布）
- 東京都官制中改正等ノ件（勅令第122号、3月5日公布）
- 昭和十八年勅令第百八号国民学校及市町村立青年学校職員ノ俸給等ノ負担ニ関スル件中改正ノ件（勅令第123号、3月5日公布）
- 昭和十五年勅令第二百四十二号五大都市ニ於ケル国民学校及青年学校ノ職員ノ俸給等支払ニ関スル件中改正ノ件（勅令第124号、3月5日公布）
- 都庁府県等臨時職員等設置制中改正ノ件（勅令第125号、3月8日公布）
- 昭和二十年勅令第五百四十二号「ポツダム」宣言ノ受諾ニ伴ヒ発スル命令ニ関スル件ニ基ク都会地転入抑制緊急措置令（勅令第126号、3月8日公布）
- 復員ニ関スル経費等支出ノ件（勅令第127号、3月8日公布） - 緊急勅令
- 所得税法中改正等ノ件（勅令第128号、3月8日公布） - 緊急勅令
- 所得税法施行規則中改正等ノ件（勅令第129号、3月8日公布）
- 引揚援護院官制（勅令第130号、3月12日公布）
- 気象官署官制中改正ノ件（勅令第131号、3月12日公布）
- 船舶待遇職員令廃止ノ件（勅令第132号、3月12日公布）
- 警察官及消防官服制、巡査服制及判任官待遇消防手服制臨時特例（勅令第133号、3月12日公布）
- 東京都制施行令中改正等ノ件（勅令第134号、3月12日公布）
- 神宮皇學館大学官制廃止ノ件（勅令第135号、3月13日公布）
- 運輸省官制中改正等ノ件（勅令第136号、3月13日公布）
- 健康保険法施行令等中改正ノ件（勅令第137号、3月13日公布）
- 所得税法施行規則中改正ノ件（勅令第138号、3月13日公布）
- 昭和二十年勅令第五百四十二号「ポツダム」宣言ノ受諾ニ伴ヒ発スル命令ニ関スル件ニ基ク臨時船舶管理法中改正等ニ関スル件（勅令第139号、3月13日公布）
- 終戦連絡事務局官制中改正ノ件（勅令第140号、3月14日公布）
- 東京帝国大学官制中改正等ノ件（勅令第141号、3月14日公布）
- 昭和二十年勅令第五百四十二号「ポツダム」宣言ノ受諾ニ伴ヒ発スル命令ニ関スル件ニ基ク国有財産法中改正等ノ件（勅令第142号、3月14日公布）
- 昭和二十年勅令第五百四十二号「ポツダム」宣言ノ受諾ニ伴ヒ発スル命令ニ関スル件ニ基ク昭和二十年勅令第六百五十七号会社ノ解散制限等ノ件中改正ノ件（勅令第143号、3月15日公布）
- 昭和二十年勅令第五百四十二号「ポツダム」宣言ノ受諾ニ伴ヒ発スル命令ニ関スル件ニ基ク臨時肥料配給統制法中改正等ニ関スル件（勅令第144号、3月15日公布）
- 水産物統制令（勅令第145号、3月15日公布）
- 昭和二十年勅令第五百四十二号「ポツダム」宣言ノ受諾ニ伴ヒ発スル命令ニ関スル件ニ基ク昭和十三年法律第八十四号大東亜戦争ニ際シ召集中ノ者ノ選挙権及被選挙権等ニ関スル法律中改正等ノ件（勅令第146号、3月16日公布）
- 昭和十三年勅令第三百八号大東亜戦争ノ為召集セラレタル者ノ高等試験受験ノ特例ニ関スル件中改正等ノ件（勅令第147号、3月16日公布）
- 昭和二十年勅令第五百四十二号「ポツダム」宣言ノ受諾ニ伴ヒ発スル命令ニ関スル件ニ基ク会計法戦時特例中改正等ノ件（勅令第148号、3月16日公布）
- 戦災復興院特別建設部臨時設置制（勅令第149号、3月19日公布）
- 行政整理実施ノ為ニスル南方自然科学研究所官制等中改正ノ件（勅令第150号、3月19日公布）
- 運輸部内臨時職員設置制中改正等ノ件（勅令第151号、3月19日公布）
- 東京都官制等中改正ノ件（勅令第152号、3月19日公布）
- 都市計画法及同法施行令戦時特例中改正等ノ件（勅令第153号、3月19日公布）
- 輸出絹織物取締法及輸出毛織物取締法戦時特例及商工省関係許可認可等戦時特例廃止ノ件（勅令第154号、3月19日公布）
- 東京帝国大学講座令等中改正ノ件（勅令第155号、3月20日公布）
- 高等師範学校官制等中改正ノ件（勅令第156号、3月20日公布）
- 戦災復興院官制中改正ノ件（勅令第157号、3月22日公布）
- 戦争調査会官制中改正ノ件（勅令第158号、3月22日公布）
- 生鮮食料品、石炭、鉄及電気銅ニ関スル価格調整補給金等支出ノ件（勅令第159号、3月22日公布） - 緊急勅令
- 昭和十九年勅令第三百二十一号関税定率法第三条ノ二ノ規定ニ依ル輸入税ノ免除等ニ関スル件廃止ノ件（勅令第160号、3月22日公布）
- 昭和二十年勅令第五百四十二号「ポツダム」宣言ノ受諾ニ伴ヒ発スル命令ニ関スル件ニ基ク昭和十八年法律第八十八号陪審法ノ停止ニ関スル法律中改正ノ件（勅令第161号、3月22日公布）
- 文部部内臨時職員設置制中改正ノ件（勅令第162号、3月23日公布）
- 農林部内臨時職員等設置制中改正等ノ件（勅令第163号、3月23日公布）
- 蚕糸調査会官制（勅令第164号、3月23日公布）
- 行政整理実施ノ為ニスル運輸部内臨時職員設置制中改正等ノ件（勅令第165号、3月23日公布）
- 昭和二十一年度ニ於テ前年度予算ヲ施行スルノ件（勅令第166号、3月26日公布）
- 社会保険制度調査会官制（勅令第167号、3月28日公布）
- 企業整備共助資金整理審査会官制（勅令第168号、3月28日公布）
- 帝国議会議長副議長議員歳費及旅費支給規則中改正ノ件（勅令第169号、3月28日公布）
- 戦災復興院官制中改正ノ件（勅令第170号、3月29日公布）
- 監獄官制中改正ノ件（勅令第171号、3月29日公布）
- 文部省官制中改正ノ件（勅令第172号、3月29日公布）
- 理工学研究所官制（勅令第173号、3月29日公布）
- 環境医学研究所官制（勅令第174号、3月29日公布）
- 戦時行政職権特例廃止ノ件（勅令第175号、3月29日公布）
- 昭和十六年勅令第七百二十五号金鵄勲章年金令廃止ノ件中改正ノ件（勅令第176号、3月29日公布）
- 大東亜戦争従軍記章令廃止等ノ件（勅令第177号、3月29日公布）
- 公債金及借入金ノ会計年度所属等ノ特例ニ関スル件（勅令第178号、3月29日公布）
- 政府職員ノ給与改善ニ伴ヒ要スル経費等支出ノ件（勅令第179号、3月29日公布） - 緊急勅令
- 通信事業特別会計業務勘定又ハ帝国鉄道会計収益勘定ニ於ケル昭和二十年度ノ追加経費支弁又ハ歳入不足補填ノ為ノ追加借入金及帝国鉄道会計用品資金補足ノ為ノ公債発行ニ関スル件（勅令第180号、3月29日公布） - 緊急勅令
- 昭和二十年法律第四十四号国家総動員法及戦時緊急措置法廃止法律施行期日ノ件（勅令第181号、3月29日公布）
- 物価統制令ノ一部施行期日ノ件（勅令第182号、3月30日公布）
- 物価監視委員令（勅令第183号、3月30日公布）
- 昭和十六年勅令第七百十一号国民貯蓄組合法第八条第一項ノ規定ニ依リ主務大臣ノ職権ニ属スル事項ヲ地方長官ヲシテ行ハシムルノ件中改正ノ件（勅令第184号、3月30日公布）
- 健康保険法施行令中改正ノ件（勅令第185号、3月30日公布）
- 厚生年金保険法施行令中改正ノ件（勅令第186号、3月30日公布）
- 船員保険法施行令中改正ノ件（勅令第187号、3月30日公布）
- 昭和二十年勅令第五百四十二号「ポツダム」宣言ノ受諾ニ伴ヒ発スル命令ニ関スル件ニ基ク昭和二十一年勅令第三十三号国際的協定又ハ国際的契約ノ禁止等ニ関スル件中改正ノ件（勅令第188号、3月30日公布）
- 軍需金融等特別措置法等の一部を改正する勅令（勅令第283号）
- 聯合国占領軍の占領目的に有害な行為に対する処罰等に関する勅令（勅令第311号、6月12日公布）
- 民生委員令（勅令第426号）

## 昭和22年
- 公職に関する就職禁止、退官、退職等に関する勅令（勅令第1号） - 改正公職追放令 - 昭和27年法律第94号により廃止
- 予算決算及び会計令（勅令第165号） - 現行法令
- 外国人登録令（勅令第207号） - 日本国憲法施行前日に出された最後の勅令 ※ポツダム勅令